# Ryūō
Ryūō (jap. 竜王町 Ryūō-chō) – miasto w Japonii, na wyspie Honsiu, w prefekturze Shiga. Według danych na rok 2020 miejscowość zamieszkiwało 20 964 mieszkańców , a gęstość zaludnienia wyniosła 264,6 os./km².